# Maria (distrito)
Maria é um distrito peruano localizado na Província de Luya, departamento Amazonas. Sua capital é a cidade de Maria.

## Transporte
O distrito de Maria é servido pela seguinte rodovia:
- AM-110, que liga o distrito de Tingo à cidade de Chachapoyas[2][3][4]